# Frank LoBiondo
Frank Alo LoBiondo est un homme politique américain né le 12 mai 1946 à Bridgeton (New Jersey). Membre du Parti républicain, il est élu du 2e district du New Jersey à la Chambre des représentants des États-Unis de 1995 à 2019.

## Biographie
Frank LoBiondo est diplômé de l'université Saint-Joseph de Philadelphie en 1968. Il siège au conseil du comté de Cumberland à partir de 1985 avant d'être élu à l'Assemblée générale du New Jersey en 1988.
En 1992, il se présente à la Chambre des représentants des États-Unis dans le 2e district du New Jersey, dans le sud de l'État. Il perd l'élection face au démocrate sortant, Bill Hughes. En 1994, Hughes ne se représente pas. LoBiondo est à nouveau candidat. Porté par la « révolution républicaine », il remporte largement l'élection avec 64,6 % des voix. Entre 1996 et 2010, il est réélu tous les deux ans avec des scores compris entre 59 % et 70 % des suffrages. En 2012, il obtient un nouveau mandat avec le soutien de 57,7 % des électeurs.
En 2014, les démocrates pensent pouvoir battre LoBiondo, candidat à un nouveau mandat. Le district a en effet voté pour Barack Obama en 2008 et 2012. Leur candidat est Bill Hughes Jr., fils du représentant auquel LoBiondo a succédé. Les commentateurs politiques considèrent cependant le siège sûr pour LoBiondo. Il est largement réélu avec 61,5 % des voix contre 37,3 % pour Hughes. Il est reconduit par 59 % des électeurs en novembre 2016 ; son district votant cette fois-ci pour le candidat républicain à la présidence, Donald Trump.
À l'automne 2017, après avoir voté contre l'abrogation de l'Obamacare et le projet de budget républicain, LoBiondo annonce qu'il n'est pas candidat à un nouveau mandat en 2018. Il explique notamment son choix par la fin de son mandat à la commission du renseignement et à la tête de la sous-commission de l'aviation lors du prochain congrès,.

## Positions politiques
Frank LoBiondo est un Parti républicain modéré ou centriste, considéré comme un Republican In Name Only par certains adversaires républicains. Il est notamment en faveur de la protection de l'environnement et des syndicats.
Lors de sa campagne de 1992, il promet de ne pas rester au Congrès plus de six mandats. En 2006, il est candidat à un septième mandat et dit avoir changé d'avis sur le cumul des mandats dans le temps.